# 月下虫音
月下虫音（げっかちゅうね） は2011年4月からLOVE FMで放送されているラジオ番組である。

## 概要
月曜日〜木曜日と日曜日の夜に放送される音楽・トークを中心とする番組である。タイトルは大田の趣味である昆虫に由来し、トークも虫に関する内容が多い。昆虫学者の丸山宗利（九州大学総合研究博物館）やマリンワールド海の中道館長（後に福山大学生命工学部海洋生物科学科教授）の高田浩二など、生物にまつわる研究者がゲスト出演し、リスナーからの質問に答える企画も不定期に行われている。
キャッチコピーは「良いことは胸に保存、悪いことは昨日に置いて行こう」。オープニングには、季節によってウグイス、カエル、セミ、スズムシ、フクロウなどの鳴き声のSEが使用されている。
当初は月曜日〜木曜日が生放送、日曜日が収録放送であったが、コロナ禍をきっかけにリモート収録放送に移行。生放送はゲスト回(前述)や動物クイズ(毎月最終週火曜)等の限られた時のみ。

## 放送・配信時間
いずれもJST。
ラジオ
- LOVE FM 月曜日 - 木曜日 21:30 - 23:00、日曜日 21:00 - 22:00

### 過去
インターネット配信
- AbemaRADIO
  - 土曜日 16:00 - 17:00（2018年4月 - 6月、日曜日版を配信）[4][5]。
  - 月曜日 - 木曜日 21:30 - 23:00（2018年8月1日 - 12月31日、平日版の生放送を同時配信）[6]。

## ナビゲーター
- 大田こぞう

## 主なコーナー
- 22:00 64CLUB (月曜 - 木曜)